# أسناني
| نقطة النطق (مخرج حرف) |
| 1. شفوي - شفتاني - أسناني شفوي 2. شفوي لساني 3. نطعي - بين أسناني - أسناني - لثوي - ارتدادي - لثوي غاري - غاري لثوي 4. خلفي - غاري - طبقي - لهوي 5. حلقي 6. حنجري |

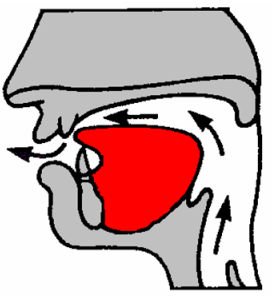

الأصوات الأسنانية هي الصوامت التي يلامس فيها ذلق اللسان السطح الداخلي للأسنان الأمامية، مثل ت، د، ن. يسمِّي الفراهيدي الحروف الأسنانية الانفجارية ت، د، ط «الحروف النطعية» ويسمّي الحروف الأسنانية الاحتكاكية ث، ذ، ظ «الحروف اللثوية».